# Josef Weinheber
Josef Weinheber (Vienna, 9 marzo 1892 – Kirchstetten, 8 aprile 1945) è stato un poeta austriaco.
Perso il padre in tenera età, passò l'adolescenza in un orfanotrofio, esperienza di cui narrò nel romanzo Das Waisenhaus, (La casa degli orfani, del 1925).
Dal 1911, per circa 20 anni, lavorò come impiegato postale a Vienna, sviluppando man mano il suo estro poetico con letture impegnate di Schopenhauer e Nietzsche.
Le sue prime raccolte, Der einsame Mensch (L'uomo solitario, del 1920) e Von beiden Ufern (Dalle due sponde, del 1923), risentono molto dell'influenza di poeti come Rilke, Dehmel e altri suoi contemporanei.
Dal 1934 in poi si rese palese la sua maturità artistica con Adel und Untergang (Nobiltà e decadenza, del 1934), Spate Krone (Ultima corona, del 1936) e Kammermusik (Musica da camera, del 1939) dove dà prova di notevole lirismo nei versi e nelle parole in stile classicheggiante.
In Wien wörtlich (Vienna letteralmente, del 1935) e in Mensch gib acht! (Uomo, attenzione!, del 1937) si appoggiò notevolmente alla tradizione popolaristica del Volkslied.
Membro del Partito nazionalsocialista dal 1931 al 1933 e poi dal 1944, dopo il 1938 scrisse diversi poemi di propaganda nazista fra i quali Inno al ritorno dell'Austria, Al Führer e Ode alle strade di Adolf Hitler, divenendo il più letto fra i poeti contemporanei della Germania nazista e ricevendo dal regime numerosi premi e riconoscimenti. Morì suicida l'8 aprile 1945, pochi giorni prima della disfatta tedesca e dell'occupazione dell'Austria da parte dell'Armata rossa.

## Opere
- Der einsame Mensch, (L'uomo solitario, poesie) 1920
- Von beiden Ufern, (Dalle due sponde,, poesie) 1923
- Das Waisenhaus, (La casa degli orfani, novella) 1924
- Boot in der Bucht, (Il battello nella baia, poesie) 1926
- Adel und Untergang, (Nobiltà e decadenza,, poesie) 1934
- Wien wörtlich, (Vienna letteralmente, poesie) 1935
- Vereinsamtes Herz, (Cuore solitario, poesie) 1935
- Späte Krone, (Ultima corona, poesie) 1936
- O Mensch, gib acht!, (Uomo, attenzione!, poesie) 1937 (un libro guida per cittadini e contadini)
- Selbstbildnis, (Autoritratto, poesie) 1937
- Zwischen Göttern und Dämonen, (Fra dei e demoni, poesie) 1938
- Kammermusik, (Musica da camera, poesie) 1939
- Dokumente des Herzens, (Documenti del cuore, poesie) 1944
- Hier ist das Wort, (Ecco la Parola, poesie) 1947